# Guerre de Succession de Lunebourg
Pour les articles homonymes, voir Guerre de Succession.
La Guerre de Succession de Lunebourg  (allemand : Lüneburger Erbfolgekrieg) est un conflit lignager qui éclate en 1370 dans le nord de l'Allemagne et se termine après des interruptions que 18 ans plus tard. Cette guerre est liée à la dévolution de la principauté de Lunebourg. Après la mort d'un des protagonistes peut-être empoisonné en 1388 les hostilités cessent.

## Contexte
Les deux fils du prince Othon II le Sévère, Guillaume II et Othon III, lui succèdent en 1330 et gouvernent ensemble jusqu'à la mort d'Othon, en 1352, qui ne laisse pas de descendance masculine. Guillaume II n'a lui aussi que deux filles. L'aînée, Élisabeth, épouse en 1339 Othon de Saxe-Wittemberg, un fils cadet du duc de Saxe Rodolphe Ier, dont elle a un fils, Albert. Guillaume II envisage de nommer son petit-fils héritier de la principauté de Lunebourg et semble avoir approché en ce sens l'empereur Charles IV.
Après la mort de son gendre Othon, en 1350, Guillaume II se ravise, craignant l'influence du prince-électeur Venceslas de Saxe, oncle d'Albert, sur son petit-fils. En 1355, il donne en mariage sa seconde fille Mathilde à Louis, issu d'une autre branche de la maison de Brunswick : fils cadet de Magnus Ier de Brunswick-Wolfenbüttel, il lui destine sa succession. Cette décision est par ailleurs conforme à la coutume successorale de la maison de Brunswick.
Toutefois, Louis meurt en 1367. Après le décès de Guillaume II, le 23 novembre 1369, qui marque l'extinction de la première lignée de Lunebourg, Albert, soutenu par son oncle Venceslas, réclame l'héritage du Lunebourg contre Magnus II Torquatus, le frère aîné de Louis. L'empereur Charles IV décide d'inféoder la principauté de Lunebourg, déclarée fief vacant, à Albert, ce qui précipite le début de la guerre de succession de Lunebourg.

## Le conflit
Comme Magnus ne peut faire valoir ses droits sur la principauté de Lunebourg par un recours légal et pacifique, il prend l'initiative de commencer les hostilités et s'empare de Lunebourg avec 700 chevaliers et leur pages. Dans le conflit qui s'ensuit, les cités de Lunebourg, Harbourg, Winsen an der Luhe, Uelzen et Hanovre se rangent aux côtés d'Albert. Le conflit se concentre autour du château construit en 1371-1372 à Wolfsbourg par le duc de Brunswick. Le 24 juin 1372, les forces ennemies se rencontrent près du village de Heßlingen lors d'un affrontement indécis. Magnus est tué au combat le 25 juillet 1373 près de Leveste am Deister.

## Arrangement
Après la mort de Magnus II, un arrangement est conclu entre Albert et son oncle Venceslas d'un côté, la veuve de Magnus II, Catherine d'Anhalt-Bernbourg, et ses fils Frédéric et Bernard de l'autre. Les parties conviennent que le territoire du Lunebourg doit être dévolu en indivision aux deux Ascaniens de Wittemberg, mais qu'après leur mort, il sera transféré aux fils du défunt duc Magnus II. La possession de Lunebourg continuera d'alterner après la mort des Welf de Brunswick dont la succession reviendra de nouveau aux Ascaniens.
Afin de consolider ce plan, des unions matrimoniales sont également prévues. En 1374, Albert épouse la veuve de Magnus II et s'établit à Celle, dont il fait sa résidence en 1378. Les deux fils aînés de Magnus II, encore mineurs, se marient eux aussi avec des membres de la maison d'Ascanie en 1386 : Frédéric et Bernard épousent respectivement Anne et Marguerite, deux filles de Venceslas.

## Reprise et fin des hostilités
Malgré cet accord, les troubles se poursuivent. Le traité de paix est violé et le duché ravagé et pillé. En 1385, lors du siège du château de Ricklingen, où s'est retranché le « baron brigand » von Mandelsloh, une catapulte lance un rocher sur les forces du duc Albert qui en est frappé et qui meurt des suites de ses blessures le 28 juin 1385.
Les fils de Magnus II accèdent alors au pouvoir à Lunebourg. Venceslas, qui détient toujours le titre de « prince de Lunebourg » avec l'approbation impériale, tente de rallier son gendre Bernard à sa cause. Mais le frère cadet de ce dernier, Henri de Brunswick-Lunebourg, n'approuve pas ce rapprochement et après des négociations infructueuses, la guerre éclate de nouveau au printemps 1388.
Venceslas décide d'envoyer une armée lui-même en l'absence de Bernard, mais avec le soutien de la cité de Lunebourg. Repoussé de Winsen an der Aller, il envisage d'assiéger Celle, tenu par Henri et sa mère. Pendant les préparatifs de l'assaut, Venceslas tombe gravement malade (la tradition prétend même qu'il meurt empoisonné). En tout état de cause, il ne peut poursuivre la guerre et Henri est finalement victorieux le 28 mai 1388.

## Sources
- (de) Wilhelm Havemann: Geschichte der Lande Braunschweig und Lüneburg. 3 Bände. Nachdruck. Hirschheydt, Hannover 1974/75,  (ISBN 3-7777-0843-7) (Originalausgabe: Verlag der Dietrich'schen Buchhandlung, Göttingen 1853-1857).
- (de) Hans Patze (Begr.): Geschichte Niedersachsen. 7 Bände. Hahnsche Buchhandlung, Hannover 1977- (Publications by the Historic Commission for Lower Saxony and Bremen